# جو (سرده)
جو (نام علمی: Hordeum) نام یک سرده از تیره گندمیان است.